# Košarkaški klub Teodo Tivat
Il K.K. Teodo Tivat è una società cestistica avente sede nella città di Teodo, in Montenegro. Fondata nel 2005, disputa il campionato montenegrino.
Disputa le partite interne nella Dvorana Župa Tivat, che ha una capacità di 1.500 spettatori.